# کونگوو
کونگوو (به لهستانی:  Kuniewo) یک روستا در لهستان است که در گمینا گوزدووو واقع شده‌است.